# Dries Mertens
Dries Mertens (Leuven, 1987. május 6. –) belga válogatott labdarúgó, jelenleg a Galatasaray játékosa.

## Pályafutása

### Klubcsapatokban
A Stade Leuven korosztályos csapatában kezdet megismerkedni a labdarúgással, majd itt figyeltek fel rá az Anderlecht megfigyelői. 1998 és 2003 között nevelkedett az Anderlecht akadémiáján, de nem tartották fizikailag alkalmasnak, így távozott. A Gent akadémiájára került, de itt sem került fel az első csapatba. A 2005–2006-os szezont kölcsönben a harmadosztályú Eendracht Aalst csapatánál töltötte, ahol kiemelkedett és az év játékosának választották meg.
A kölcsönszerződése lejártát követően visszatért a Genthez, de továbbra sem számítottak rá, így újra kölcsönbe került. 2006. július 1-jén kölcsönbe a holland AGOVV Apeldoorn együtteséhez került, megvásárlási opcióval. Aktiválták ezt az opciót a szezon végén és az itt töltött évei alatt számos díjat elnyert, valamint 110 tétmérkőzésen szerzett 31 góljával több klub figyelmét is felkeltette.
2009 márciusában megállapodott az Utrecht csapatával, amely 600,000 €-t fizetett érte. Első szezonjában 6 bajnoki gólt szerzett és egyet a 2010–2011-es Európa-liga rájátszásában. A 2010–2011-es szezonban már 10 bajnoki gólt szerzett, köztük az AZ Alkmaar ellen szerzett mesterhármast. 86 mérkőzésen 21 gólt és 34 gólpasszt jegyzett az Utrecht csapatában, majd 2011 júniusában aláírt a PSV Eindhoven klubjához. Csapattársával, Kevin Strootman együtt érkeztek és Dzsudzsák Balázst kellett pótolniuk, aki elhagyta a PSV-t. Augusztus 7-én góllal mutatkozott be az Alkmaar elleni bajnokin, amit 3–1-re elvesztettek. A hónap végén mesterhármast szerzett a Excelsior ellen. Szeptember 24-én a Roda JC ellen 4 gólt szerzett, ezzel 7 bajnoki mérkőzésen már 11 gólt szerzett. Első szezonjában 21 bajnoki gólt és további 3–3 gólt az kupában és az Európa-ligában szerzett. A következő szezonban az AFC Ajax elleni 4–2-re megnyert szuperkupa mérkőzésen gólpasszt adott. 2012. szeptember 30-án a VVV-Venlo ellen mesterhármast szerzett. A bajnokságban 16 gólja mellé kiosztott 17 gólpasszt is. Csapata elfogadta az olasz Napoli ajánlatát.
2013 júniusában mindkét fél megerősítette az átigazolást. Augusztus 25-én mutatkozott be a bajnokságban a Bologna ellen csereként. Október 30-án megszerezte a Fiorentina ellen az első bajnoki gólját. 2016. április 19-én első mesterhármasát szerezte meg az olasz klubban a Bologna ellen. December 11-én a Cagliari ellen 5–0-ra megnyert találkozón 3 gólt szerzett, majd a következő fordulóban 4 gólt lőtt a Torino csapatának. 2020 júniusában az Inter elleni Olasz-kupa meccsen előlépett a Napoli valaha volt legeredményesebb labdarúgójává, 122-ik góljával.

### A válogatottban
2010 októberében Georges Leekens meghívta a válogatott Kazahsztán és Ausztria elleni 2012-es Európa-bajnokság selejtező mérkőzéseire, de pályára nem lépett. Következő év Február 9-én mutatkozott be Finnország elleni barátságos mérkőzésen, az 59.percben Nacer Chadli helyére érkezett. 2012. augusztus 15-én Hollandia ellen megszerezte első gólját és kiosztott 2 gólpasszt is. Részt vett a 2014-es labdarúgó-világbajnokság és a 2016-os labdarúgó-Európa-bajnokságon. Tagja volt a 2018-as labdarúgó-világbajnokságon bronzérmet szerző válogatottnak.

## Statisztika

### Klub
2020. augusztus 8-i állapotnak megfelelően.
| Klub             | Szezon           | Bajnokság              | Bajnokság | Bajnokság | Kupa  | Kupa  | Nemzetközi | Nemzetközi | Összesen | Összesen |
| Klub             | Szezon           | Osztály                | Mérk.     | Gólok     | Mérk. | Gólok | Mérk.      | Gólok      | Mérk.    | Gólok    |
| ---------------- | ---------------- | ---------------------- | --------- | --------- | ----- | ----- | ---------- | ---------- | -------- | -------- |
| Eendracht Aalst  | 2005–06          | Belgian Third Division | 14        | 4         | 0     | 0     | –          | –          | 14       | 4        |
| AGOVV Apeldoorn  | 2006–07          | Eerste Divisie         | 35        | 2         | 0     | 0     | –          | –          | 35       | 2        |
| AGOVV Apeldoorn  | 2007–08          | Eerste Divisie         | 38        | 15        | 0     | 0     | –          | –          | 38       | 15       |
| AGOVV Apeldoorn  | 2008–09          | Eerste Divisie         | 35        | 13        | 2     | 1     | –          | –          | 37       | 14       |
| AGOVV Apeldoorn  | Összesen         | Összesen               | 108       | 30        | 2     | 1     | 0          | 0          | 110      | 31       |
| Utrecht          | 2009–10          | Eredivisie             | 38        | 7         | 5     | 1     | –          | –          | 43       | 8        |
| Utrecht          | 2010–11          | Eredivisie             | 31        | 10        | 4     | 1     | 12         | 3          | 47       | 14       |
| Utrecht          | Összesen         | Összesen               | 69        | 17        | 9     | 2     | 12         | 3          | 90       | 22       |
| PSV              | 2011–12          | Eredivisie             | 33        | 21        | 5     | 3     | 11         | 3          | 49       | 27       |
| PSV              | 2012–13          | Eredivisie             | 29        | 16        | 4     | 1     | 6          | 1          | 39       | 18       |
| PSV              | Összesen         | Összesen               | 62        | 37        | 9     | 4     | 17         | 4          | 88       | 45       |
| Napoli           | 2013–14          | Serie A                | 33        | 11        | 4     | 2     | 10         | 0          | 47       | 13       |
| Napoli           | 2014–15          | Serie A                | 31        | 6         | 5     | 0     | 15         | 4          | 51       | 10       |
| Napoli           | 2015–16          | Serie A                | 33        | 5         | 2     | 1     | 5          | 5          | 40       | 11       |
| Napoli           | 2016–17          | Serie A                | 35        | 28        | 3     | 1     | 8          | 5          | 46       | 34       |
| Napoli           | 2017–18          | Serie A                | 38        | 18        | 2     | 1     | 9          | 3          | 49       | 22       |
| Napoli           | 2018–19          | Serie A                | 35        | 17        | 1     | 0     | 11         | 3          | 47       | 20       |
| Napoli           | 2019–20          | Serie A                | 31        | 9         | 3     | 1     | 8          | 6          | 42       | 16       |
| Napoli           | Összesen         | Összesen               | 236       | 93        | 20    | 6     | 66         | 26         | 322      | 125      |
| Karrier összesen | Karrier összesen | Karrier összesen       | 489       | 181       | 36    | 12    | 95         | 33         | 620      | 226      |

### Válogatott
2020. szeptember 5-i állapotnak megfelelően.
| Válogatott | Év       | Mérk. | Gólok |
| ---------- | -------- | ----- | ----- |
| Belgium    | 2011     | 8     | 0     |
| Belgium    | 2012     | 8     | 1     |
| Belgium    | 2013     | 6     | 1     |
| Belgium    | 2014     | 13    | 5     |
| Belgium    | 2015     | 7     | 1     |
| Belgium    | 2016     | 13    | 3     |
| Belgium    | 2017     | 10    | 2     |
| Belgium    | 2018     | 16    | 3     |
| Belgium    | 2019     | 9     | 2     |
| Belgium    | 2020     | 1     | 1     |
| Összesen   | Összesen | 91    | 19    |

### Válogatott góljai
2020. szeptember 5-i állapotnak megfelelően.
| #  | Dátum               | Helyszín                                   | Pályára lépés | Ellenfél   | Gól | Eredmény | Kiírás                                       |
| -- | ------------------- | ------------------------------------------ | ------------- | ---------- | --- | -------- | -------------------------------------------- |
| 1  | 2012. augusztus 15. | Baldvin király Stadion, Brüsszel, Belgium  | 11            | Hollandia  | 2–2 | 4–2      | Barátságos mérkőzés                          |
| 2  | 2013. február 6.    | Jan Breydel Stadion, Brugge, Belgium       | 16            | Szlovákia  | 2–1 | 2–1      | Barátságos mérkőzés                          |
| 3  | 2014. június 7.     | Baldvin király Stadion, Brüsszel, Belgium  | 24            | Tunézia    | 1–0 | 1–0      | Barátságos mérkőzés                          |
| 4  | 2014. június 17.    | Mineirão, Belo Horizonte, Brazília         | 25            | Algéria    | 2–1 | 2–1      | 2014-es labdarúgó-világbajnokság             |
| 5  | 2014. szeptember 4. | Stade Maurice Dufrasne, Liège, Belgium     | 30            | Ausztrália | 1–0 | 2–0      | Barátságos mérkőzés                          |
| 6  | 2014. október 10.   | Baldvin király Stadion, Brüsszel, Belgium  | 31            | Andorra    | 5–0 | 6–0      | 2016-os labdarúgó-Európa-bajnokság selejtező |
| 7  | 2014. október 10.   | Baldvin király Stadion, Brüsszel, Belgium  | 31            | Andorra    | 6–0 | 6–0      | 2016-os labdarúgó-Európa-bajnokság selejtező |
| 8  | 2015. október 13.   | Baldvin király Stadion, Brüsszel, Belgium  | 41            | Izrael     | 1–0 | 3–1      | 2016-os labdarúgó-Európa-bajnokság selejtező |
| 9  | 2016. október 10.   | Algarve Stadion, Faro/Loulé, Portugália    | 52            | Gibraltár  | 2–0 | 6–0      | 2018-as labdarúgó-világbajnokság-selejtező   |
| 10 | 2016. november 14.  | Baldvin király Stadion, Brüsszel, Belgium  | 55            | Észtország | 2–0 | 8–1      | 2018-as labdarúgó-világbajnokság-selejtező   |
| 11 | 2016. november 14.  | Baldvin király Stadion, Brüsszel, Belgium  | 55            | Észtország | 6–1 | 8–1      | 2018-as labdarúgó-világbajnokság-selejtező   |
| 12 | 2017. június 9.     | A. Le Coq Aréna, Tallinn, Észtország       | 59            | Észtország | 1–0 | 2–0      | 2018-as labdarúgó-világbajnokság-selejtező   |
| 13 | 2017. augusztus 31. | Stade Maurice Dufrasne, Liège, Belgium     | 60            | Gibraltár  | 1–0 | 9–0      | 2018-as labdarúgó-világbajnokság-selejtező   |
| 14 | 2018. június 11.    | Baldvin király Stadion, Brüsszel, Belgium  | 69            | Costa Rica | 1–1 | 4–1      | Barátságos mérkőzés                          |
| 15 | 2018. június 18.    | Fist Olimpiai Stadion, Szocsi, Oroszország | 70            | Panama     | 1–0 | 3–0      | 2018-as labdarúgó-világbajnokság             |
| 16 | 2018. október 16.   | Baldvin király Stadion, Brüsszel, Belgium  | 78            | Hollandia  | 1–0 | 1–1      | Barátságos mérkőzés                          |
| 17 | 2019. június 8.     | Baldvin király Stadion, Brüsszel, Belgium  | 84            | Kazahsztán | 1–0 | 3–0      | 2020-as labdarúgó-Európa-bajnokság selejtező |
| 18 | 2019. szeptember 6. | San Marino Stadium, Serravalle, San Marino | 86            | San Marino | 2–0 | 4–0      | 2020-as labdarúgó-Európa-bajnokság selejtező |
| 19 | 2020. szeptember 5. | Parken Stadion, Koppenhága, Dánia          | 91            | Dánia      | 2-0 | 2-0      | 2020–2021-es UEFA Nemzetek Ligája            |

## Sikerei, díjai

### Klub
- PSV
  - Holland kupagyőztes (1):  2011–12
  - Holland szuperkupagyőztes (1): 2012
- SSC Napoli
  - Olasz kupagyőztes (2): 2013–14, 2019–20
  - Olasz szuperkupagyőztes (1): 2014

### Válogatott
- Belgium
  - Labdarúgó-világbajnokság bronzérmes: 2018